# Венжерув
Венже́рув (пол. Wężerów) — село в Польше в сельской гмине Сломники Краковского повета Малопольского воеводства.

## География
Село располагается в 5 км от административного центра гмины города Сломники и в 27 км от административного центра воеводства города Краков.
В 1975—1998 годах село входило в состав Краковского воеводства.

## Население
По состоянию на 2013 год в селе проживало 394 человека.
| 2007 | 2013 |
| ---- | ---- |
| 414  | 394  |

Данные переписи 2013 года:
| Перепись  | Всего   | Всего | Женщины | Женщины | Мужчины | Мужчины |
| --------- | ------- | ----- | ------- | ------- | ------- | ------- |
| Единицы   | человек | %     | человек | %       | человек | %       |
| Население | 394     | 100   | 213     | 54,06   | 181     | 45,94   |